# 藤原仲文
藤原 仲文（ふじわら の なかふみ）は、平安時代中期の貴族・歌人。藤原式家、信濃守・藤原公葛の三男。官位は正五位下・上野介。三十六歌仙の一人。

## 経歴
天暦年間に皇太子・憲平親王（後の冷泉天皇）の蔵人となり、康保4年（967年）憲平親王の践祚に伴って六位蔵人に任ぜられ、即位に際して従五位下・加賀権守に叙任される。
その後、加賀守・伊賀守・上野介等、冷泉朝から円融朝にかけて地方官を歴任。この間、天禄4年（973年）従五位上、貞元2年（977年）正五位下に叙せられた。冷泉天皇に側近として仕える一方、摂関家の藤原頼忠・兼家・道兼にも出仕した。
正暦3年（992年）2月卒去。享年70。最終官位は散位正五位下。
歌人として清原元輔・大中臣能宣らの交流があった。『拾遺和歌集』以下の勅撰和歌集に8首が入集し、家集に『藤原仲文集』『金玉集』『秋風集』がある。

## 官歴
『三十六人歌仙伝』による。
- 天暦○年（○○年）春宮蔵人
- 天徳2年（958年） 閏7月：内匠助

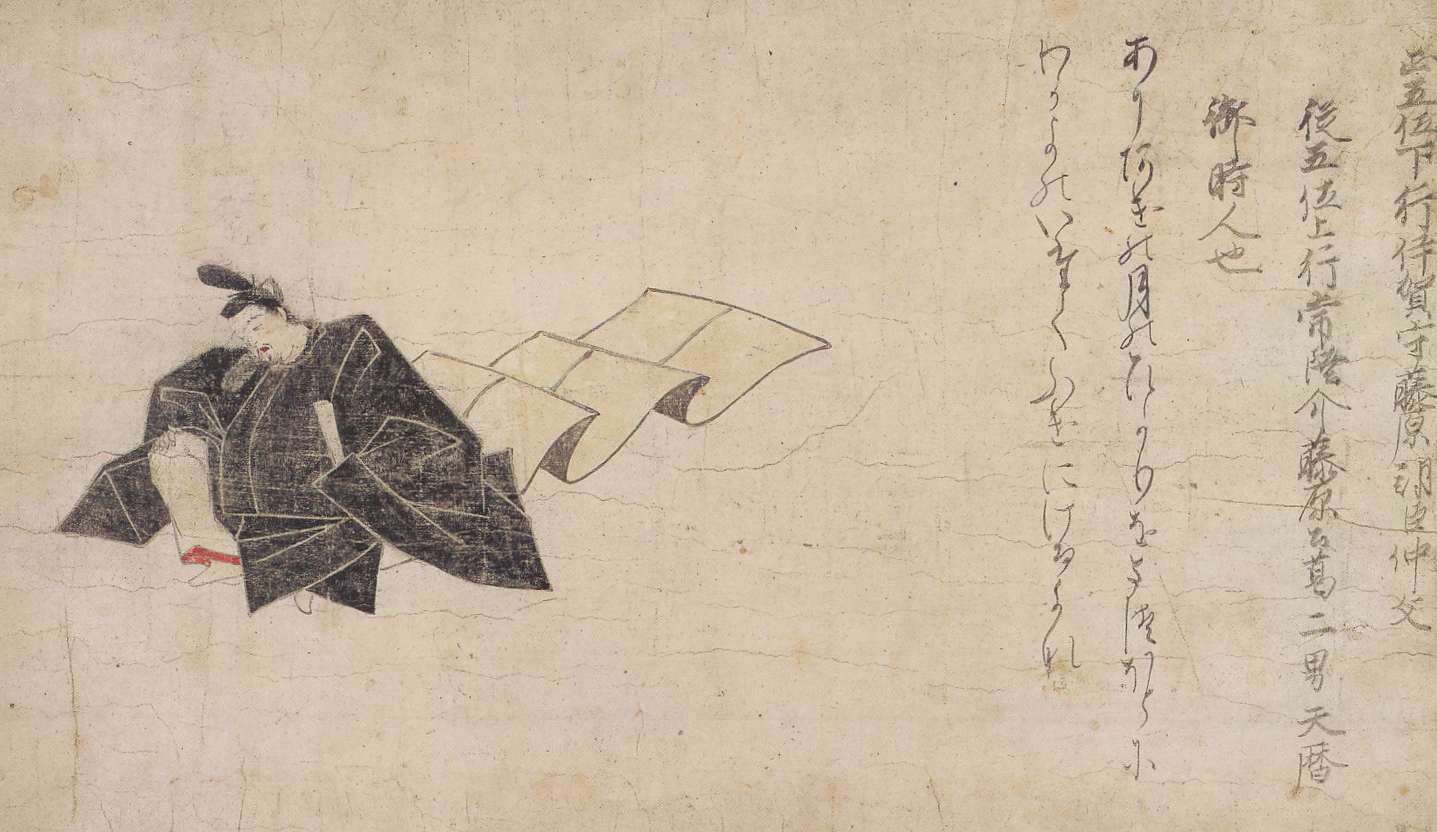
藤原仲文像（佐竹本三十六歌仙切）重要文化財 紙本著色 北村美術館蔵

- 康保4年（967年） 5月25日：六位蔵人。10月11日：従五位下。10月：加賀権守
- 康保5年（968年） 正月：加賀守
- 天禄4年（973年） 2月7日：従五位上（治国）
- 貞元2年（977年） 正月：上野介。8月2日：正五位下（造大垣功）

## 系譜
『尊卑分脈』による。
- 父：藤原公葛
- 母：不詳
- 生母不詳の子女
  - 男子：藤原聡亮